# Cordillera Carabaya
Die Cordillera Carabaya, auch Cordillera de Carabaya, ist ein Gebirgszug in der peruanischen Ostkordillere der Anden. Das Gebirge ist nur in geringerem Maße vergletschert. Die Gletscherfläche betrug gegen Ende des 20. Jahrhunderts etwa 100 km².

## Lage
Die Cordillera Carabaya verläuft quer über den südlichen Teil der Provinz Carabaya in Südost-Peru. Der äußerste Osten befindet sich in der Provinz Sandia. Der etwa 100 km lange Gebirgszug verläuft in NW-SO-Richtung und wird im Westen vom Flusstal des Río San Gabán sowie im Osten vom Flusstal des Río Sandia begrenzt. Das Gebirge umrahmt den Altiplano im Norden. An der östlichen Südwestflanke des Gebirges befinden sich einzelne Gletscherrandseen, darunter die Laguna Aricoma. Der Río Ramis (auch Río Crucero oder Río Azángaro) fließt entlang der Südwestflanke nach Westen und entwässert diese zum Titicacasee. Die Nordostflanke wird über den Río Inambari und dessen Zuflüsse entwässert. Im Nordwesten findet der Gebirgszug seine Fortsetzung in der Cordillera Vilcanota, im Südosten in der Cordillera Apolobamba.

## Berge und Gipfel
Im Folgenden eine Liste von Bergen und Gipfeln in der Cordillera Carabaya:
| Name (hispanisiert) | Name (Quechua) | Höhe in m |                            | Distrikte                   |
| ------------------- | -------------- | --------- | -------------------------- | --------------------------- |
| Allincapac          | Allin Qhapaq   | 5807      | -13.907666 -70.415866 5807 | Macusani, Ollachea          |
| Huaynaccapac        | Wayna Qhapaq   | 5721      | -13.89578 -70.41751 5721   | Ayapata, Ollachea           |
| Chichicapac         | Ch'ichi Qhapaq | 5614      | -13.94429 -70.36571 5614   | Ayapata, Macusani           |
| Aullinjapac         |                | 5600      | -13.91234 -70.40128 5600   | Ayapata, Macusani           |
| Quenamari           | Qinamari       | 5294      | -14.2066 -70.31322 5294    | Ajoyani, Antauta            |
| Balansani           | Balansani      | 5354      | -14.038957 -70.20936 5354  | Coasa, Ituata               |
| Vela Cunca          | Wila Kunka     | 5350      | -13.89725 -70.44689 5350   | Macusani, Ollachea          |
| Aricoma             | Ariquma        | 5350      | -14.311944 -69.783333 5350 | Crucero, Limbani            |
| Jalahuana           |                | 5325      | -14.334722 -69.736944 5325 | Crucero, Limbani, Patambuco |
| Ancayoc Cucho       |                | 5000      | -14.255556 -69.784444 5000 | Limbani                     |